# Diber Cambindo
Diber Armando Cambindo Abonia (* 17. Februar 1996 in Guachené, Departamento del Cauca) ist ein kolumbianischer Fußballspieler auf der Position eines Mittelstürmers.

## Leben
Seine ersten Erfahrungen als Fußballprofi sammelte Cambindo beim chilenischen Zweitligisten Unión San Felipe. Nach wenigen Minuten kehrte er in sein Heimatland zurück und spielte vier Jahre lang beim kolumbianischen Zweitligisten Deportes Quindío. 
Im Februar 2021 wurde Cambindo vom kolumbianischen Erstligisten América de Cali verpflichtet und im Juni desselben Jahres wechselte er zum Ligarivalen Independiente Medellín, bei dem er die nächsten beiden Jahre unter Vertrag stand.
Zur Saison 2023/24 wechselte Cambindo in die höchste mexikanische Spielklasse, wo er seither beim CD Cruz Azul unter Vertrag steht, die Clausura 2024 (Rückrunde der Saison 2023/24) aber auf Leihbasis für den Ligarivalen Necaxa tätig war. Für den Traditionsverein aus Aguascalientes erzielte Cambindo 8 Treffer und war somit gemeinsam mit dem Mexikaner Uriel Antuna von seinem eigentlichen Arbeitgeber Cruz Azul, dem Venezolaner Salomón Rondón vom CF Pachuca und dem Uruguayer Federico Viñas vom Club León Torschützenkönig der mexikanischen Liga.

## Erfolge
- Torschützenkönig der mexikanischen Liga: Clausura 2024